# Millville (Utah)
Millville es una ciudad del condado de  Cache, estado de Utah, Estados Unidos. Según el censo de 2000 tenía una població de 1.507 habitantes. Pertenece al área estadística metropolitana de Logan-Idaho (parcial).

## Geografía
Millville se encuentra en las coordenadas 41°41′3″N 111°49′4″O / 41.68417, -111.81778.
Según la oficina del censo de Estados Unidos, la ciudad tiene una superficie total de 6,1 km². No tiene superficie cubierta de agua.
- Datos: Q483007
- Multimedia: Millville, Utah / Q483007